# Тихорєцьк
Тихорєцьк (рос. Тихорецк) — місто в Росії, адміністративний центр Тихорєцького району Краснодарського краю. Населення 63,9 тис. осіб (2005). Площа міста — 4602 га. Місто розташоване за 136 км на північний схід від Краснодара. Залізнична станція Тихорєцька — вузлова на перетині ділянок Ростов-на-Дону — Баку і Волгоград — Новоросійськ.

## Історія
- 1874 — початок будівництва залізничної станції Тихорєцька. Назву станція отримала по станиці Тихорєцька (сучасна назва — станиця Краснооктябрська), на землях якої вона була побудована;
- 1895 — створюється хутір Тихорєцький у підпорядкуванні станції Тихорєцька;
- 1899 — відкриті локомотивні майстерні;
- 1922 — Тихорєцька хутірська рада отримала права міської;
- 26 січня 1923 р. хутір отримав статус — місто Тихорєцьк.

## Економіка
- Залізнична станція — важливий регіональний вузол, ремонтні майстерні.
- Найбільший трубопровідний перекачуючий вузол на шляху сибірської та каспійської нафти до Новоросійського й Туапсинського терміналів, нафтопродуктопровід Владикавказ — Ростов-на-Дону, залізнична нафтоналивна станція.
- «Тихорєцький машинобудівний завод імені Воровського В. В.» — випуск залізничного устаткування.
- Харчова промисловість (14 підприємств).
- Виробництво будматеріалів.

В районі — вирощування зернових, цукрового буряка, також скотарство, птахівництво.

## Визначні пам'ятки
- Свято-Успенський храм (1910)
- Будівля залізничного вокзалу (1886)
- Історико-краєзнавчий музей

## Люди
У місті народилися:
- Абдуллаєва Маріанна Абдуллаївна (нар. 1972) — український історик.
- Візгалін Іван Павлович (1920—1943)  — Герой Радянського Союзу, один з широнінців.
- Піманкін Юрій Тимофійович (1929—?) — український художник-кераміст.